# Green Bay Packers
Green Bay Packers är en professionell klubb i amerikansk fotboll i Green Bay, Wisconsin, USA, som spelar i National Football League (NFL).
Packers grundades 1919 och anslöt sig till NFL 1921. Klubben vann i januari 1967 det första Super Bowl och har sedan dess vunnit även Super Bowl II, Super Bowl XXXI och Super Bowl XLV. Packers är den enda professionella, icke-vinstinriktade, medlemsägda NFL-klubben.

## Historia

### Etablering

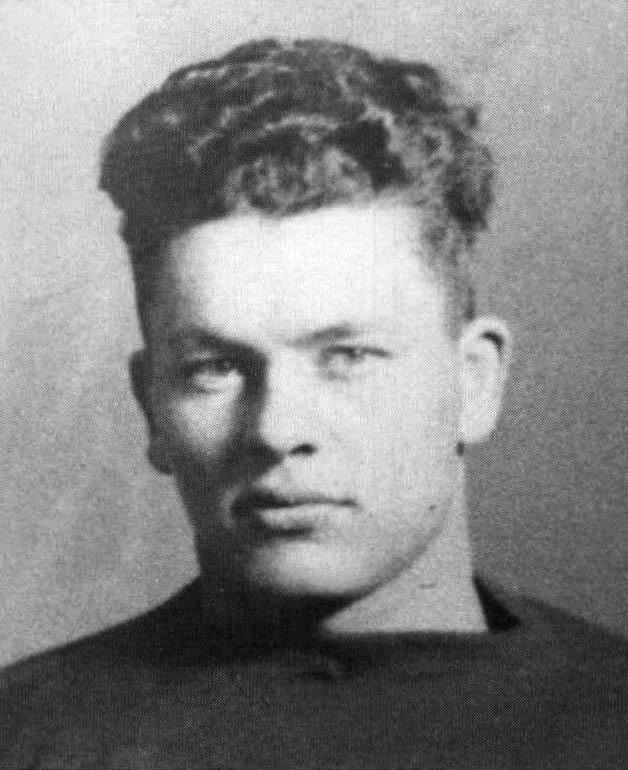
"Curly" Lambeau.

Green Bay Packers grundades 1919 av Earl "Curly" Lambeau och George Calhoun i Green Bay Press-Gazette-byggnaden i Green Bay. Man var framgångsrika i sin första säsong där man vann tio matcher och förlorade endast en. 
Under sina första år spelade Green Bay på Hagemeister Park, som 1919 var ett öppet fält utan staket. C.M. "Neil" Murphy, som utsågs till sportchef ("business manager") i juli 1920, blev en drivande kraft i att bygga staket runt planen så att klubben kunde kräva inträde av dem som ville titta på matcherna. I oktober samma år byggdes de första läktarna med plats för 1 500 åskådare. Efter en tillfällig nedmontering av både läktare och staket återuppbyggdes allt igen när Green Bay hade fått plats i Lake Shore League, en semiprofessionell basebolliga, och när Green Bay blev antagen till National Football League i augusti 1921 utökades publikkapaciteten till 3 600.
1920 hade det startat en ny fotbollsliga, som 1922 kom att kallas NFL, där Packers gick med. Dock gick det snabbt utför med ekonomin och 1922 var klubben i fara och man fick köpa upp sin egen klubb för 250 dollar, varav 50 dollar tillhörde Curly själv. Trots dessa ekonomiska bekymmer under tidigt 1920-tal lyckades man få klubben i rätt riktning och få in bra spelare som hjälpte klubben att vinna tre raka mästerskapstitlar 1929-1931. Vid denna tid fanns det inget slutspel utan vinnaren utsågs efter ett seriespel. Slutspel kom att införas först 1933. Packers var nära att vinna en fjärde raka titel 1932, men deras stora rival Chicago Bears tog titeln ifrån dem. Rivaliteten med Chicago Bears är oerhört stor och har en lång tradition. Det första mötet mellan klubbarna skedde redan 1921 och än i dag spelar de mot varandra varje säsong. Det dröjde dock tills det fjärde försöket under grundserien 1925 innan Packers för första gången lyckades besegra Bears.

### 1930-tal - 1940-tal - 1950-tal

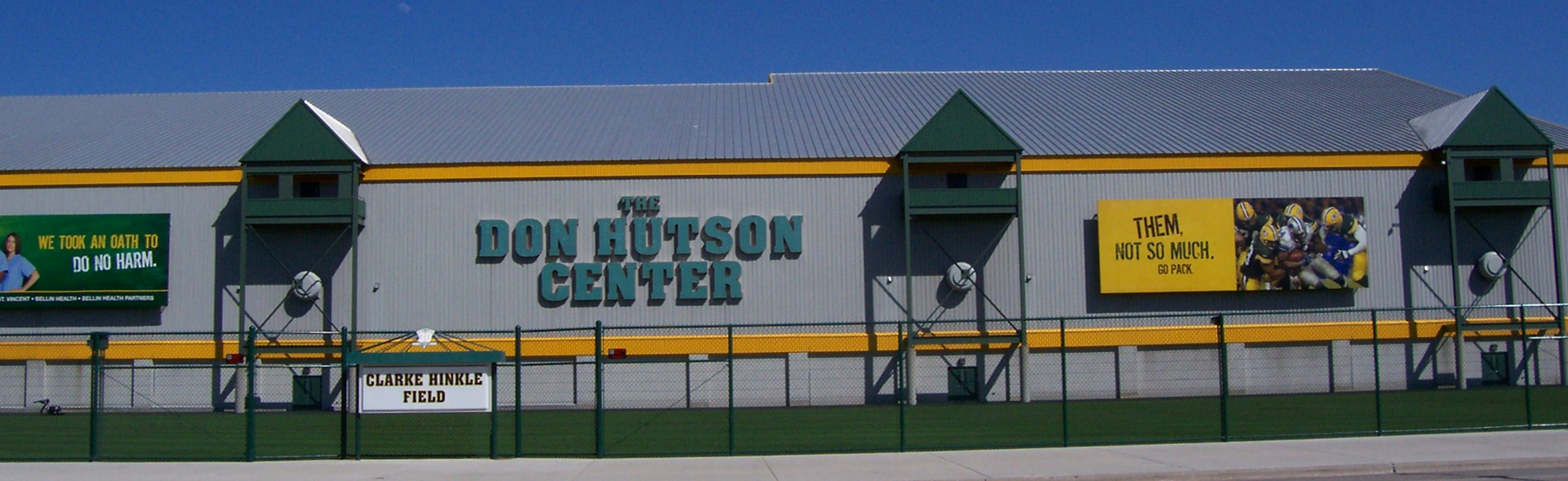
Don Hutson Center är en träningsanläggning för Packers döpt efter den legendariske spelaren Don Hutson.

1934 fick klubben återigen ekonomiska bekymmer och var nära att gå i konkurs. Man fick dock en investering från en lokal affärsman och året efter kunde man köpa loss sin egen klubb igen. 1935 gick Don Hutson med i laget och blev genast en av ligans mest fruktade spelare och man vann ytterligare tre titlar, 1936 genom att besegra Washington Redskins med 21-6, 1939 via en seger över New York Giants med 27-0 och 1944 vann man återigen över Giants, denna gång med 14-7. När Hutson drog sig tillbaka ledde det till ekonomiska bekymmer ännu en gång i slutet på 1940-talet. En av anledningarna var den nystartade ligan All-American Football Conference (AAFC) som hade större ekonomiska muskler. Packers tappade bland annat två draftval till klubbar i AAFC på grund av att de kunde erbjuda mer pengar. I januari 1950 såg man slutet av en era då Curly Lambeau i en maktkamp valde att avgå efter att ha tillbringat 31 år i klubben. För att få in mer pengar påbörjade man en aktieförsäljning 1950 som drog in 125 000 dollar. 1950-talet innehöll inga större sportsliga framgångar bortsett från 1952, då man åtminstone utmanade om titeln. Under 1954-1957 var Lisle Blackbourn tränare, men under hans tid vann man bara 17 matcher och förlorade hela 31. 1958 utsåg man Ray "Scooter" McLean till tränare, men han fick bara vara där en säsong på grund av klubbens sämsta prestation någonsin då man endast vann en av tolv matcher. En annan viktig händelse under 1950-talet var beslutet 1956 att bygga en ny arena som resulterade i vad som i dag är Lambeau Field.

### Packers guldålder med Vince Lombardi
Innan Packers gick in i 1960-talet utsåg man Vince Lombardi till både tränare och sportchef 1959. Redan under hans andra år i klubben lyckades Packers vinna sin division, men förlorade senare mot Philadelphia Eagles i finalmatchen med 17-13. 1961 lyckades man dock vinna mästartiteln i NFL genom att besegra New York Giants med 37-0. 1962 vann man återigen titeln och som året innan var det Giants som stod för motståndet, slutresultatet blev 16-7. 1965 var det dags för den tredje mästerskapstiteln på 1960-talet då Cleveland Browns besegrades med 23-12. Packers kom att segra i ytterligare två NFL-mästerskap 1966 och 1967, där man besegrade Dallas Cowboys båda åren i två jämna matcher. Första matchen 1966 vann Packers med 34-27, den andra finalen 1967 vann man genom en "quarterback sneak" i matchens sista spel av Packers quarterback Bart Starr, ett spel som ingen förväntade sig då tiden nästan var ute och ett misslyckat springförsök skulle tillåta matchtiden att rinna ut. Starr chansade dock och störtade mot mållinjen och tog sig fram de två yards man behövde för en touchdown och fastställde slutresultatet till 21-17. Matchen kom senare att bli känd som "the Ice Bowl", då temperaturen låg under 20 minusgrader och med ännu kallare vind. Det ska ha varit så kallt att av 18 filmkameror på plats fick man endast fem att fungera. Trots dessa förhållanden ska över 50 000 åskådare ha tagit sig till Lambeau Field, som efter denna match senare kom att kallas "the Frozen Tundra.

Logotyp för den match som senare skulle kallas Super Bowl I.

I och med att klubben vann dessa två mästerskapsmatcher 1966 och 1967 kvalificerade sig Packers för Super Bowl I och II. De rivaliserade ligorna NFL och AFL kom överens om att mästarna från respektive liga skulle möta varandra i en final för att kora en världsmästare i amerikansk fotboll. Super Bowl I blev alltså en match mellan NFL-mästarna Packers och AFL-mästarna Kansas City Chiefs. Matchen spelades i Memorial Coliseum i Los Angeles den 15 januari 1967 inför 61 946 åskådare. Packers vann matchen med 35-10 och blev därmed den första klubben att vinna en Super Bowl-titel. Packers quarterback Bart Starr blev efter matchen utsedd till matchens mest värdefulle spelare (MVP). Den 14 januari 1968 var klubben återigen NFL:s representant i Super Bowl, medan AFL representerades av Oakland Raiders. Matchen spelades i Miami Orange Bowl i Miami inför 75 546 åskådare, som fick se Green Bay vinna sin andra Super Bowl-titel då man vann med 33-14. Återigen utsågs Packers quarterback Bart Starr till MVP och klubbens kicker Don Chandler gjorde en stark insats med fyra field goals. Detta kom att bli Lombardis sista år som tränare för Packers, där han vann 98 matcher, förlorade 30 och spelade fyra oavgjorda. I slutspelet förlorade han bara en av tio möjliga matcher. Lombardi kom senare att ta över i en liknande roll för Washington Redskins. När Lombardi sedermera avled i cancer 1970 valde man att döpa trofén som vinnaren i Super Bowl får till Vince Lombardi Trophy. Från 1968 tillsattes Phil Bengtson som tränare, men man lyckades inte vinna några titlar med honom. När han avgick i slutet på 1970 hade han en statistik på 20 vunna matcher av 41 möjliga.

### Packers på 1970- och 1980-talet

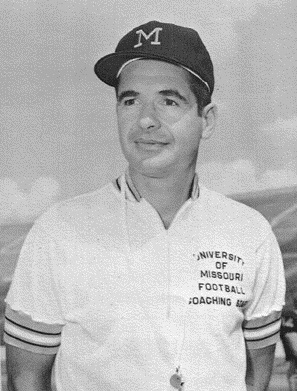
Dan Devine 1965.

1970-talet kom att bli ett tungt årtionde för Packers. Bengtson ersattes av Dan Devine, som skördat stora framgångar på collegenivå. Under Devine hade man bara ett riktigt bra år, 1972, då man vann sin division. Övriga säsonger fram till 1974 då Devine avgick lyckades man aldrig vinna mer matcher än man förlorade. Vid slutet av 1974 plockade man in sin gamla quarterback-hjälte från 1960-talet Bart Starr, som hade lett Packers till hela fem titlar som spelare. Starr försökte bygga om klubben från grunden och även om ljuspunkter fanns så lyckades man varken 1975 eller 1976 att uppnå några bättre resultat. 1977 kantades av skador och resultaten uteblev fortfarande. 1978 verkade det dock som om man var på väg att vända trenden då man lyckades vinna åtta matcher, förlora sju och spela en oavgjord, vilket var det bästa resultat man uppnått sedan 1972. Dock drabbades man av ännu mera tunga skador de två nästa säsongerna.
1980-talet skulle inte innebära några direkta förbättringar heller. Visserligen var man nära slutspelet både 1981 och 1983. 1982 gick man faktiskt till slutspel för första gången på tio år där man besegrade St. Louis Cardinals i första matchen, men fick sedan stryk av Dallas Cowboys. Vintern 1983 fick Starr lämna tränarjobbet. En av Starrs före detta lagkamrater Forrest Gregg tog över, men tack vare dåliga inledningar på säsongerna 1984 och 1985 kunde Packers bara vinna åtta och förlora åtta matcher båda säsongerna. 1986 gick det ännu sämre då flera nyckelspelare skadades och man vann endast fyra matcher. Året därefter vann man endast fem, vilket ledde till att Gregg avgick 1988. In kom i stället Lindy Infante som tidigare var offensiv koordinator för Cleveland Browns. Hans första säsong gav inga vidare resultat då man bara mäktade med fyra vinster på hela året. Den andra säsongen 1989 tog han Packers till deras bästa resultat på 17 år då man lyckades vinna tio av 16 matcher, men det räckte inte för att nå slutspelet. 1990 inledde man säsongen lovande, men förlorade de fem sista matcherna och säsongen 1991 var man tillbaka på den låga nivån med endast fyra vinster. Infante fick sparken vid slutet av 1991 och framtidsutsikterna såg inte speciellt bra ut.

### Brett Favre-eran

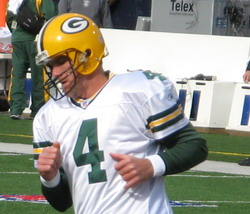
Brett Favre 2006.

I januari 1992 utsågs Mike Holmgren till ny tränare. Han hade tidigare haft stora framgångar som offensiv koordinator för San Francisco 49ers. Under Holmgrens första säsong, som också var quarterbacken Brett Favres första i klubben, vann Packers nio matcher och förlorade sju. Året efter var resultatet detsamma, men nu gick klubben till slutspel för första gången på tio år trots flera skador på nyckelspelare. I första omgången slog man ut Detroit Lions med 28-24, men därefter förlorade man mot Dallas Cowboys, som vann med 27-17. 1994 vann klubben för tredje säsongen i rad nio matcher av 16 möjliga och gick till slutspel för andra året i rad. Man besegrade Detroit Lions med 16-12, där Lions storspelare Barry Sanders hade -1 yard på 13 försök. För andra året i rad slutade säsongen med en förlust mot Dallas Cowboys, denna gång med 9-35.
1995 var en av klubbens bästa säsonger. Genom att vinna sex av de sista sju matcherna i grundserien vann man sin division för första gången sedan 1972 och därefter gjorde man sitt bästa slutspel på 28 år och gick till final i National Football Conference. I grundserien vann man elva av 16 matcher, vilket var det bästa resultatet sedan 1966. I slutspelet inledde man med att slå ut Atlanta Falcons med 37-20, varefter man slog ut de regerande mästarna San Francisco 49ers med 27-17. Drömmen om Super Bowl krossades dock genom en förlust mot Dallas Cowboys med 27-38 efter att ha haft ledningen med 27-24 efter tre quarters.
Efter nära 30 års väntan belönades klubbens fans 1996 med en ny Super Bowl-titel. Man vann åtta av de nio första matcherna i grundserien och vann till slut 13 av 16 matcher. Det innebar den andra divisionssegern i rad och i slutspelet slog man sina motståndare med sammanlagt 100-48. Först besegrades San Francisco 49ers med 35-14 och därefter Carolina Panthers med 30-13. I Super Bowl XXXI besegrades New England Patriots med 35-21 i Louisiana Superdome. Denna tolfte mästerskapstitel utökade klubbens rekord i antal NFL-titlar.
Under 1997 var det oerhört nära att Packers vann Super Bowl för andra året i rad. Under grundserien vann man återigen 13 av 16 matcher, varav man vann de fem sista matcherna och vann sin division för tredje året i rad. I första slutspelsomgången slog man Tampa Bay Buccaneers med 21-7. Segern innebar att klubben hade vunnit samtliga tolv slutspelsmatcher man någonsin spelat på hemmaplan, vilket var nytt rekord. Segern följdes upp med en bortavinst över San Francisco 49ers med 23-10, där 49ers inte tilläts göra en enda touchdown. Super Bowl XXXII i San Diego var en match där ledningen växlade fram och tillbaka mellan Packers och Denver Broncos. Packers låg under i halvtid med 14-17. Tidigt i fjärde quartern lyckades Packers quarterback Brett Favre genomföra en drive på 85 yards och utjämna till 24-24. Dock gjorde Broncos en touchdown med bara 1:45 kvar av matchen och Packers lyckades inte komma tillbaka en gång till. Broncos vann med 31-24.
1998, som var klubbens 80:e säsong, gick man till slutspel för sjätte året i rad, vilket innebar ett nytt klubbrekord, och vann fler matcher än man förlorade för sjunde året i rad trots ett par tunga skador. Under säsongen vann klubben sin 25:e raka hemmamatch, ett nytt klubbrekord och näst längsta svit i NFL:s historia, innan man därefter förlorade hemma mot Minnesota Vikings. Under grundserien vann Packers elva matcher och förlorade fem och det innebar ett tangerat klubbrekord med fyra säsonger i rad med tvåsiffrigt antal vinster. Förra gången man lyckades med det var så långt tillbaka som 1929-1932. Klubbens säsong fick dock ett abrupt slut i och med förlusten i första slutspelsomgången mot San Francisco 49ers, där en ledning med 27-23 förvandlades till en förlust med 27-30 efter att 49ers gjort en touchdown med bara tre sekunder kvar av matchen. Fem dagar efter förlusten sade tränaren Holmgren upp sig för att i stället bli tränare för Seattle Seahawks.
Ny tränare blev Ray Rhodes, före detta tränare för Philadelphia Eagles. Under 1999 vann klubben tre av de första fyra matcherna i sista minuten av respektive match, men turen stod inte klubben bi och man missade slutspelet för första gången sedan 1992 efter åtta vinster och åtta förluster. Efter bara en säsong fick Rhodes sparken som tränare.
Mike Sherman blev klubbens tränare inför 2000 års säsong. Trots flera skador, bland annat på Brett Favre, lyckades klubben vinna nio av 16 matcher men gick inte till slutspel. Säsongen efter blev Sherman även sportchef och tog klubben till slutspel igen efter tolv vinster och bara fyra förluster. I slutspelet slog man ut San Francisco 49ers, men förlorade därefter mot St. Louis Rams. 2002 vann Packers återigen tolv matcher av 16 möjliga, vilket var delat bäst i NFL, trots en skadedrabbad spelartrupp. Man vann sin nya division, NFC North, och Brett Favre var mycket nära att utses till ligans MVP för fjärde gången. I slutspelet förlorade klubben hemma mot Atlanta Falcons, klubbens första hemmaförlust någonsin i slutspelet.
I slutspelet 2003 förlorade Packers mot Philadelphia Eagles efter förlängning med 17-20. Det innebar slutet på en minnesvärd fem matcher lång segersvit under vilken tre vördade klubbrekord slogs: flest spelade matcher i rad (Brett Favre), flest rushing yards under en säsong (Ahman Green) och flest poäng totalt i klubben (Ryan Longwell). Divisionssegern säkrades först under grundseriens två sista minuter när Atlanta Falcons slog Minnesota Vikings. 2004 inleddes med bara en vinst på de första fem matcherna, vilket var den sämsta säsongsinledningen sedan 1991. Trots detta slutade man grundserien med tio vinster och sex förluster och vann sin division för tredje året i rad. I slutspelet förlorade man dock mot Minnesota Vikings med 17-31 hemma.
2005 fick Packers en ny sportchef i Ted Thompson. Tack vare skador på flera spelare slutade man säsongen med bara fyra vinster och tolv förluster. Tränaren Mike Sherman fick sparken efter säsongen och ny tränare blev Mike McCarthy. 2006 gick hyfsat och man vann åtta matcher av 16 möjliga. Året efter blev mycket framgångsrikt där man inledde säsongen med fyra raka segrar och till slut vann 13 av 16 matcher (delat klubbrekord). Detta var Brett Favres sista säsong för klubben. I slutspelet vann man med 42-20 i en snöig match i Lambeau Field mot Seattle Seahawks, men sedan förlorade man hemma mot New York Giants efter förlängning med 20-23 i NFL-historiens tredje kallaste match (-18°Celsius och -31°Celsius med hänsyn tagen till vindavkylning).

### Aaron Rodgers-eran

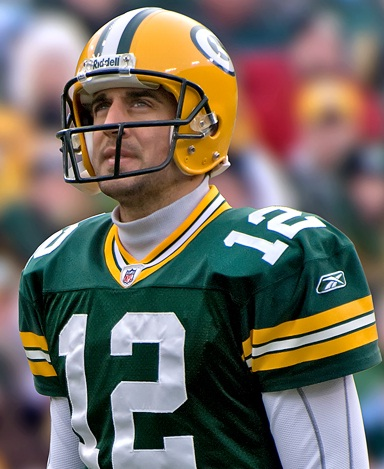
Aaron Rodgers 2008.

2008 blev Aaron Rodgers ny quarterback efter Brett Favre, som vid den tidpunkten innehade i stort sett alla viktiga quarterback-rekord i NFL. Rodgers gjorde det bra och blev den andra quarterbacken i NFL:s historia att lyckas passa mer än 4 000 yards under sin första säsong som ordinarie. Defensivt satte man ett nytt klubbrekord med sju touchdowns. Trots detta blev det bara sex vinster och tio förluster och det var klubbens blott andra säsong med färre vinster än förluster sedan 1992. Efter vissa defensiva förändringar inför 2009 års säsong satte man nytt klubbrekord i lägst antal rushing yards för motståndarna i snitt per match (83,3). Vidare sattes ett nytt klubbrekord i antal poäng under en säsong (461). Klubben vann sju av de åtta sista matcherna och slutade grundserien med elva vinster och fem förluster. I slutspelet mötte man Arizona Cardinals och Aaron Rodgers passade 423 yards, ett nytt klubbrekord för slutspel, och passade till fyra touchdowns, ett tangerat klubbrekord för slutspel. Tight end Jermichael Finley satte också nytt klubbrekord för slutspel med 159 yards receiving och tangerade klubbrekordet i slutspel med nio receptions. Klubben vände ett underläge med 21 poäng i andra halvan av matchen men förlorade till slut efter förlängning med 45-51, vilket var nytt NFL-rekord i kategorin flest poäng i en slutspelsmatch.
Förväntningarna var höga inför 2010 års säsong och man inledde med tre segrar på de första fyra matcherna. Trots skador fortsatte man att vinna. Aaron Rodgers passade nästan 4 000 yards. Defensivt släppte man bara till 15,0 poäng per match i snitt, vilket var näst bäst i NFL. Klubbens sex förluster under grundserien förlorades med sammanlagt bara 20 poäng och man blev den första klubben sedan NFL och AFL slogs ihop 1970 att aldrig ligga under med mer än sju poäng någon gång under hela säsongen. Väl i slutspelet inledde man med seger över Philadelphia Eagles med 21-16. Därefter väntade favoriterna Atlanta Falcons borta. Packers gjorde hela 28 poäng i den andra quartern och vann till slut med 48-21. I finalen i National Football Conference ställdes Packers mot ärkerivalerna Chicago Bears. Klubbarna hade dittills mötts 182 gånger men det vara bara det andra mötet i slutspelshistorien. Temperaturen under matchen i Soldier Field var bara -7°Celsius. Packers tog ledningen med 14-0 i andra quartern och ställningen blev till slut 21-14 till Packers. I klubbens femte Super Bowl, Super Bowl XLV i Cowboys Stadium, mötte man Pittsburgh Steelers. Aaron Rodgers ledde sina lagkamrater till en ledning med 21-3 i första halvan av matchen, men Steelers kom tillbaka. Packers kunde dock dra ifrån igen och vann sin fjärde Super Bowl med 31-25.
Året efter inleddes med en strejk i mars som störde förberedelserna inför 2011 års säsong. Packers var klubben som alla ville slå, men man knockade konkurrenterna genom att inleda med att vinna 13 raka matcher, ett nytt ståtligt klubbrekord. Under grundserien vann man 15 matcher av 16, också det ett nytt klubbrekord. Det vara bara sjätte gången i NFL:s historia som en klubb nådde 15 segrar under en säsong. Räknar man med de sex segrar som man avslutade med 2010 vann man 19 matcher i rad, vilket inte bara var ett nytt klubbrekord utan också den näst längsta segersviten i NFL:s historia. Man vann naturligtvis divisionen, vilket var första gången sedan 2007. Aaron Rodgers och de andra offensiva spelarna var magnifika och satte nytt klubbrekord med 560 poäng, den näst högsta siffran i NFL:s historia. Rodgers utsågs till ligans MVP och satte nya klubbrekord för en säsong i kategorierna yards, touchdowns, completion percentage, yards per försök och matcher med minst 300 yards. Defensivt hade man flest interceptions i NFL (31), vilket också var det bästa klubben presterat sedan 1962. Med tanke på klubbens spel under grundserien var det en stor besvikelse att man förlorade i första slutspelsomgången mot New York Giants, som senare vann Super Bowl XLVI, med 20-37.
2012 inleddes svagt av Packers, men man vann tio av elva matcher under en period och vann till slut sin division för andra året i rad. Många offensiva spelare drabbades av skador, men defensivt spelade man bättre än föregående år och man vann under grundserien elva av 16 matcher. I första omgången i slutspelet mötte man Minnesota Vikings och vann med 24-10. Därefter väntade San Francisco 49ers, som blev för svåra och vann med 45-31.
2013 vann man sin division för tredje året i rad trots att man bara vann åtta matcher, förlorade sju och spelade en oavgjord. I slutspelet åkte man ut direkt mot San Francisco 49ers med 20-23.

## Hemmaarena

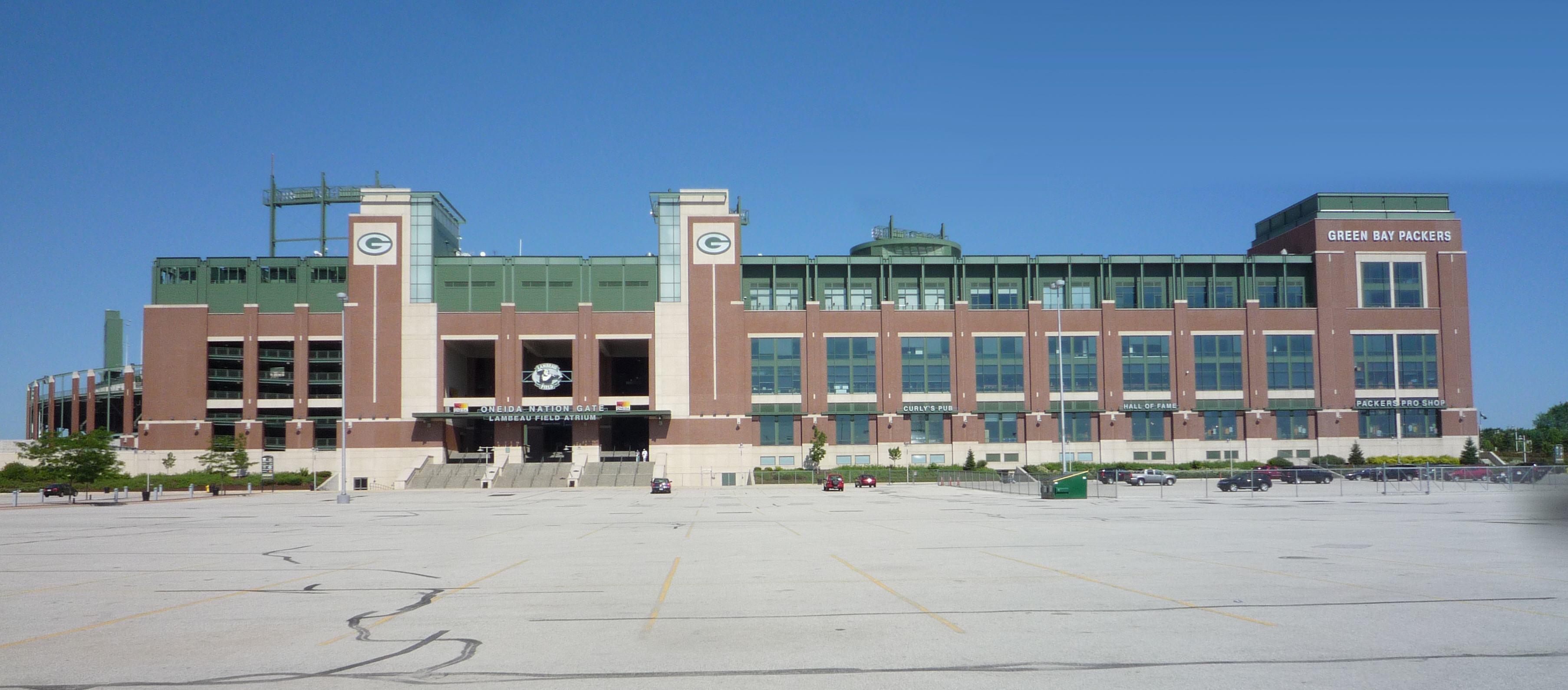
Lambeau Field 2009.

Packers hemmaarena Lambeau Field, som har en kapacitet på 80 750 åskådare, invigdes 1957. Mellan åren 1933-1994 spelade man även ett antal matcher i Wisconsins största stad Milwaukee för att nå en större publik. De första åren spelade man på Hagemeister Park för att sedan spela ett par år på Bellevue Park. 1925 flyttade man in i den nybyggda City Stadium, som var en av de mest omtyckta inom amerikansk fotboll vid den tiden. 1956 påbörjades bygget till vad som i dag är Packers hemmaarena Lambeau Field och den stod färdigbyggd 1957. När arenan var ny hade den en kapacitet för drygt 33 000 åskådare, vilket ökats mer än dubbelt genom ett antal utbyggnader och renovationer.

## Green Bay Inc.
Till skillnad från alla andra proffslag i USA ägs Green Bay av drygt 360 000 aktieägare som innehar drygt fem miljoner aktier. Bolaget delar inte ut några vinster och aktierna får inte säljas vidare. Varje enskild ägare får inneha max 200 000 aktier. Som aktieägare får man delta på den årliga stämman på Lambeau Field där man väljer både Green Bays styrelse (board of directors) och en grupp på sju personer som representerar laget på möten med NFL. Dock har ägarna inget inflytande över själva laget. Green Bays ägarstruktur är unik inom den US-amerikanska proffssporten.
'

## Supportrar
Packers har en exceptionellt lojal supporter skala. Trots hur lagets prestation så varje match som spelats i Green Bay – försäsong, grundsäsong och slutspel – varit slutsåld sedan 1960. Detta i och med att Packers har den överlägset minsta lokala TV-marknaden, rankas laget som ett av de mest populära i NFL. Laget har också en av de längsta kölistor för säsongskort inom professionell sport: 140 000 namn långt, fler än det finns platser på Lambeau Field. Den genomsnittliga väntetiden sägs vara över 30 år, men med endast runt 90 biljetter omsatta årligen skulle det dröja 955 år innan det nyaste namnet på listan skulle få tag i ett säsongskort.
Packers fans kallas ofta cheeseheads, ett smeknamn för Wisconsin invånare som återspeglar statens rikliga ostproduktion som först utjämnades som en förolämpning vid en match 1987 mellan Chicago White Sox och Milwaukee Brewers. Istället kom det att bli en statlig källa till stolthet, och har särskilt sedan 1994 omfamnats av Packers-fans. Ljust orange triangulära ost-hattar är ett inslag som supportrar bär då laget spelar.

## Matchdräkt
Laggrundaren Curly Lambeau behövde 1919 utrusta sitt nya lag och bad om pengar från sin arbetsgivare, Indian Packing Company. Han fick $500 för uniformer och utrustning. I tidningsartiklar kallades det nygrundade lgat för "indianderna", men när väl den första matchen hade spelats fick "Packers" sitt fäste. Indian Packing köptes 1920 av Acme Packing Company. Acme fortsatte att stödja laget, som spelade sin första NFL-säsong med "ACME PACKERS" tryckta på sina tröjor.

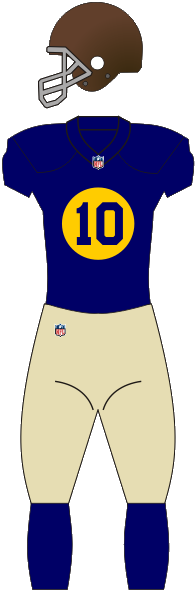
Packers första altnernativ-uniformer.

- Hemma: Grön tröja med vit text, guldfärgade byxor med grön/vita revärer
- Borta: Vit tröja med grön text, guldfärgade byxor med grön/vita revärer
- Alternativ: Mörkblå tröja med mörkblå text på guldfärgad botten, beige byxor

### Hjälm
- Hemma och borta: Gul med vitt G i en grön oval på sidorna
- Alternativ: Brun